# Episodi di Il commissario Köster (diciassettesima stagione)
La diciassettesima stagione della serie televisiva Il commissario Köster è stata trasmessa in prima visione negli Germania da ZDF dal 19 gennaio 1993.
| n. | Titolo originale          | Titolo italiano       | Prima TV Germania | Prima TV Italia |
| -- | ------------------------- | --------------------- | ----------------- | --------------- |
| 1  | Die 13. Gesellschaft      | Chi ha ucciso Ingrid? | 29 gennaio 1993   |                 |
| 2  | Kurzer Prozeß             | L'ultima telefonata   | 26 febbraio 1993  |                 |
| 3  | Der Tod kam zweimal       | Una morte annunciata  | 12 marzo 1993     |                 |
| 4  | Das Ende einer Ermittlung | Fine di un'inchiesta  | 23 aprile 1993    |                 |
| 5  | Korruption                | Corruzione            | 28 maggio 1993    |                 |
| 6  | Babysitter                | La babysitter         | 2 luglio 1993     |                 |
| 7  | Die Übermacht             | La trappola           | 30 luglio 1993    |                 |
| 8  | Alles umsonst             | Ricordi sfumati       | 3 settembre 1993  |                 |
| 9  | Nächstenliebe             | La sorella del prete  | 1 ottobre 1993    |                 |
| 10 | Anstiftung zum Mord       | Il testamento         | 12 novembre 1993  |                 |
| 11 | Tödliche Wege             | Accusa di omicidio    | 10 dicembre 1993  |                 |